# Districtul Khuan Niang
Khuan Niang (în thailandeză ควนเนียง) este un district (Amphoe) din provincia Songkhla, Thailanda, cu o populație de 33.264 de locuitori și o suprafață de 208,0 km².

## Componență
Districtul este subdivizat în 4 subdistricte (tambon), care sunt subdivizate în 46 de sate (muban).
| Nr. | Nume       | În thailandeză | Sate | Locuitori |  |
| --- | ---------- | -------------- | ---- | --------- |  |
| 1.  | Rattaphum  | รัตภูมิ           | 13   | 13,760    |  |
| 2.  | Khuan So   | ควนโส          | 11   | 5,647     |  |
| 3.  | Huai Luek  | ห้วยลึก          | 9    | 4,917     |  |
| 4.  | Bang Riang | บางเหรียง       | 13   | 8,940     |  |